# Okoličné (przystanek kolejowy)
Okoličné – czynny przystanek kolejowy w mieście Liptowski Mikułasz w kraju żylińskim na linii kolejowej nr 180 na Słowacji.